# Lakena
Lakena é uma ilha do atol de Nanumea, do país de Tuvalu.